# Cavellia biconcava
Cavellia biconcava är en snäckart som först beskrevs av Ludwig Pfeiffer 1853.  Cavellia biconcava ingår i släktet Cavellia och familjen Charopidae. Inga underarter finns listade i Catalogue of Life.